# 4095 Ishizuchisan
4095 Ishizuchisan (1987 SG) là một tiểu hành tinh vành đai chính được phát hiện ngày 16 tháng 9 năm 1987 bởi Tsutomu Seki ở Geisei Observatory.